# Christiaan Oyens
Christiaan Oyens (Montevidéu, 27 de Agosto de 1964) é um compositor, orquestrador, instrumentista e produtor musical uruguaio-brasileiro.

## Biografia
Nascido em Montevidéu, no Uruguai, Christiaan Willem de Marez Oyens é filho de pais holandeses e neto de avó russa. Tendo passado sua infância na Argentina, sua família se muda ao Brasil em 1973. Aos onze anos, ganha seu primeiro instrumento musical, uma bateria, como presente de seus pais. Quatro anos depois, faz sua estréia profissional como baterista na casa de hambúrgeres "Rock Dreams" no Rio de Janeiro. Nesta mesma época, inspirado por Andy Dee, um colega da Escola Americana que lhe mostra o Blues de Robert Johnson, inicia seu estudo auto-didata com diferentes violões como o slide guitar. Já com a bateria, Christiaan adere a um estudo ortodoxo e didático. Tem aulas com os professores norte-americanos Dexter Dwight, primeiro percussionista da Orquestra Sinfônica do Teatro Municipal e o espetacular baterista de Jazz, Bob Wyatt.
Aos dezenove anos, se muda para os Estados Unidos e inicia estudos para se tornar um baterista de jazz na escola Musician's Institute. Lá tem a oportunidade de tocar com artistas como Airto Moreira, Flora Purim, Kênia e Danny Dougmore (guitarrista do James Taylor). Após se formar na MI, Christiaan dá sequência a seus estudos tendo aulas particulares de bateria com Murray Spivack e de composição e orquestração com Moacir Santos.
Retorna ao Brasil em 1988, e toca com Cazuza, Lulu Santos, Ritchie, Adriana Calcanhoto, Nico Assumpção, Marina Lima e Márcio Montarroyos. Pouco tempo depois, conhece Zélia Duncan, que acabava de se mudar de Brasília ao Rio de Janeiro, e iniciam um duradoura e frutífera parceria.

## Carreira
Christiaan Oyens tocou harmônica e bateria com Cazuza em 1988. Como compositor é o principal parceiro da cantora Zélia Duncan. Assina com ela músicas como Catedral, Enquanto Durmo, Tempestade, Me Revelar e Não Vá Ainda. Christiaan também foi parceiro de Itamar Assumpção e Alvin L., entre outros. Como produtor assinou vários trabalhos incluindo o CD/DVD Lulu Santos MTV Acústico (com vendagem superior a 2 milhões de cópias). Christiaan recebeu o Prêmio Imprensa pela melhor música em 1995 (Catedral), em 2015 recebeu um Grammy Latino (Melhor Álbum de Rock Brasileiro) pela produção do CD "Sol-te" da banda Suricato e recebeu também os prêmios TIM de melhor produtor na categoria Pop/Rock em 2008 e melhor instrumentista pela APCA (Associação Paulista de Críticos de Arte) em 1996. 

## Discografia

### Albuns de estúdio
- 2014 - Adeus Paraíso

### Participações
- 1994 - Zélia Duncan

## Prêmios e indicações

### Prêmio Açorianos
| Ano  | Categoria        | Indicação                                                       | Resultado |
| ---- | ---------------- | --------------------------------------------------------------- | --------- |
| 2014 | Produtor Musical | Christiaan Oyens (por Com Todas as Letras, de Kleiton & Kledir) | Indicado  |